# Referendum o občinah (29. januar 2006)
Referendum o občinah je bil lokalni posvetovalni referendum, k je potekal 29. januarja 2006.

## Referendumsko vprašanje
Prebivalci posameznih območij so se odločali, ali bi radi ostali v trenutni občini ali bi radi ustanovili svojo občino. V dveh primerih so se odločali o tem, ali ostanejo v trenutni občini ali se priključijo drugi že obstoječi. Prebivalci občine Dobrova - Polhov Gradec so se odločali o razdelitvi občine na dva dela.

### Nova občina
Struktura vprašanja pri ustanavljanju nove občine: "Ali ste za to, da se naše referendumsko območje izloči iz občine [Ime stare občine] v novo občino z imenom [Ime nove občine] in sedežem v [Ime sedeža nove občine]?"
Primer vprašanja: "Ali ste za to, da se naše referendumsko območje izloči iz občine Gornja Radgona v novo občino z imenom Apače in sedežem v Apačah?"

### Priključitev obstoječi občini
Pri priključevanju že obstoječi občini so bili vprašani prebivalci območja, ki se je prestavljajo in prebivalci občine, h kateri se naj bi to območje priključilo.
Struktura vprašanja za območje, ki se prestavlja: "Ali ste za to, da se naše referendumsko območje – [ime območja] izloči iz občine [ime stare občine] in priključi k občini [ime nove občine]?"
Primer vprašanja: "Ali ste za to, da se naše referendumsko območje – Ostrovica izloči iz občine Divača in priključi k občini Hrpelje - Kozina?"
Struktura vprašanja za občino, h kateri se območje priključuje: "Ali ste za to, da se k občini [ime nove občine] priključi del občine [ime stare občine], ki obsega območje naselja [ime naselja]?"
Primer vprašanja: "Ali ste za to, da se k občini Hrpelje - Kozina priključi del občine Divača, ki obsega območje naselja Ostrovica?" 

### Razdelitev občine na dva dela
Pri razdelitvi občine na dva dela so posebej vprašali prebivalce obeh območij - potencialnih novih občin.
Vprašanje za območje okoli Dobrove: "Ali ste za to, da se naša občina razdeli in da se na našem referendumskem območju ustanovi nova občina z imenom Dobrova in sedežem v Dobrovi?" 
Vprašanje za območje okoli Polhovega Gradca: "Ali ste za to, da se naša občina razdeli in da se na našem referendumskem območju ustanovi nova občina z imenom Polhov Gradec in sedežem v Polhovem Gradcu?"

## Rezultati po območjih

### Iz Gornje Radgone v Apače
| Odziv                            | Št. glasov | %     |
| -------------------------------- | ---------- | ----- |
| Da                               | 1133       | 50,60 |
| Ne                               | 1100       | 49,13 |
| Neveljavne ali prazne glasovnice | 6          | 0,27  |
| Skupaj glasov                    | 2239       | 100   |
| Udeležba                         | 71,1       | 71,1  |

### Iz Brežice v Bizeljsko
| Odziv                            | Št. glasov | %     |
| -------------------------------- | ---------- | ----- |
| Da                               | 386        | 31,90 |
| Ne                               | 810        | 66,94 |
| Neveljavne ali prazne glasovnice | 14         | 1,16  |
| Skupaj glasov                    | 1210       | 100   |
| Udeležba                         | 71,3       | 71,3  |

### Iz Gorišnice v Cirkulane
| Odziv                            | Št. glasov | %     |
| -------------------------------- | ---------- | ----- |
| Da                               | 763        | 61,19 |
| Ne                               | 480        | 38,49 |
| Neveljavne ali prazne glasovnice | 4          | 0,32  |
| Skupaj glasov                    | 1247       | 100   |
| Udeležba                         | 63,9       | 63,9  |

### Iz Krškega v Kostanjevico na Krki
| Odziv                            | Št. glasov | %     |
| -------------------------------- | ---------- | ----- |
| Da                               | 1304       | 86,76 |
| Ne                               | 193        | 12,84 |
| Neveljavne ali prazne glasovnice | 6          | 0,40  |
| Skupaj glasov                    | 1503       | 100   |
| Udeležba                         | 74,6       | 74,6  |

### Iz Laškega v Rimske Toplice
| Odziv                            | Št. glasov | %     |
| -------------------------------- | ---------- | ----- |
| Da                               | 1147       | 67,31 |
| Ne                               | 553        | 32,45 |
| Neveljavne ali prazne glasovnice | 4          | 0,23  |
| Skupaj glasov                    | 1704       | 100   |
| Udeležba                         | 73,3       | 73,3  |

### Iz Lenarta v Sveto Trojico v Slovenskih Goricah
| Odziv                            | Št. glasov | %     |
| -------------------------------- | ---------- | ----- |
| Da                               | 948        | 74,24 |
| Ne                               | 325        | 25,45 |
| Neveljavne ali prazne glasovnice | 4          | 0,31  |
| Skupaj glasov                    | 1277       | 100   |
| Udeležba                         | 70,9       | 70,9  |

### Iz Ormoža v Središče ob Dravi
| Odziv                            | Št. glasov | %     |
| -------------------------------- | ---------- | ----- |
| Da                               | 1078       | 77,00 |
| Ne                               | 312        | 22,29 |
| Neveljavne ali prazne glasovnice | 10         | 0,71  |
| Skupaj glasov                    | 1400       | 100   |
| Udeležba                         | 72,4       | 72,4  |

### Iz Ormoža v Sveti Tomaž
| Odziv                            | Št. glasov | %     |
| -------------------------------- | ---------- | ----- |
| Da                               | 1005       | 77,13 |
| Ne                               | 294        | 22,56 |
| Neveljavne ali prazne glasovnice | 4          | 0,31  |
| Skupaj glasov                    | 1303       | 100   |
| Udeležba                         | 71,4       | 71,4  |

### Iz Slovenske Bistrice v Makole
| Odziv                            | Št. glasov | %     |
| -------------------------------- | ---------- | ----- |
| Da                               | 759        | 64,71 |
| Ne                               | 413        | 35,21 |
| Neveljavne ali prazne glasovnice | 1          | 0,09  |
| Skupaj glasov                    | 1173       | 100   |
| Udeležba                         | 65,8       | 65,8  |

### Iz Slovenske Bistrice v Poljčane
| Odziv                            | Št. glasov | %     |
| -------------------------------- | ---------- | ----- |
| Da                               | 1501       | 74,64 |
| Ne                               | 499        | 24,81 |
| Neveljavne ali prazne glasovnice | 11         | 0,55  |
| Skupaj glasov                    | 2011       | 100   |
| Udeležba                         | 55,4       | 55,4  |

### Iz Trebnjega v Mokronog - Trebelno
| Odziv                            | Št. glasov | %     |
| -------------------------------- | ---------- | ----- |
| Da                               | 938        | 54,03 |
| Ne                               | 778        | 44,82 |
| Neveljavne ali prazne glasovnice | 20         | 1,15  |
| Skupaj glasov                    | 1736       | 100   |
| Udeležba                         | 72,4       | 72,4  |

### Iz Kopra v Ankaran - Hrvatini
| Odziv                            | Št. glasov | %     |
| -------------------------------- | ---------- | ----- |
| Da                               | 963        | 32,89 |
| Ne                               | 1944       | 66,39 |
| Neveljavne ali prazne glasovnice | 21         | 0,72  |
| Skupaj glasov                    | 2928       | 100   |
| Udeležba                         | 66,9       | 66,9  |

### Iz Nove Gorice v Renče - Vogrsko
| Odziv                            | Št. glasov | %     |
| -------------------------------- | ---------- | ----- |
| Da                               | 1470       | 61,95 |
| Ne                               | 878        | 37,00 |
| Neveljavne ali prazne glasovnice | 25         | 1,05  |
| Skupaj glasov                    | 2373       | 100   |
| Udeležba                         | 67,6       | 67,6  |

### Iz Novega mesta v Stražo
| Odziv                            | Št. glasov | %     |
| -------------------------------- | ---------- | ----- |
| Da                               | 1616       | 81,74 |
| Ne                               | 352        | 17,80 |
| Neveljavne ali prazne glasovnice | 9          | 0,46  |
| Skupaj glasov                    | 1977       | 100   |
| Udeležba                         | 63,4       | 63,4  |

### Iz Novega mesta v Šmarješke Toplice
| Odziv                            | Št. glasov | %     |
| -------------------------------- | ---------- | ----- |
| Da                               | 1078       | 62,64 |
| Ne                               | 641        | 37,25 |
| Neveljavne ali prazne glasovnice | 2          | 0,11  |
| Skupaj glasov                    | 1721       | 100   |
| Udeležba                         | 70,5       | 70,5  |

## Razdelitev občine na dva dela

### Iz Dobrove - Polhov Gradec v Dobrovo in Polhov Gradec

#### Glasovanje na območju Dobrova
| Odziv                            | Št. glasov | %     |
| -------------------------------- | ---------- | ----- |
| Da                               | 1036       | 74,32 |
| Ne                               | 352        | 25,25 |
| Neveljavne ali prazne glasovnice | 6          | 0,43  |
| Skupaj glasov                    | 1394       | 100   |
| Udeležba                         | 50,1       | 50,1  |

#### Glasovanje na območju Polhov Gradec
| Odziv                            | Št. glasov | %     |
| -------------------------------- | ---------- | ----- |
| Da                               | 364        | 26,38 |
| Ne                               | 1005       | 72,83 |
| Neveljavne ali prazne glasovnice | 11         | 0,80  |
| Skupaj glasov                    | 1380       | 100   |
| Udeležba                         | 51,8       | 51,8  |

## Priključitev drugi že obstoječi občini

### Iz Divače v Hrpelje - Kozino

#### Glasovanje na območju naselja Ostrovica, ki naj bi zamenjalo občini
| Odziv                            | Št. glasov | %     |
| -------------------------------- | ---------- | ----- |
| Da                               | 13         | 92,86 |
| Ne                               | 1          | 7,14  |
| Neveljavne ali prazne glasovnice | 0          | 0     |
| Skupaj glasov                    | 14         | 100   |
| Udeležba                         | 100        | 100   |

#### Glasovanje v občini Hrpelje - Kozina
| Odziv                            | Št. glasov | %     |
| -------------------------------- | ---------- | ----- |
| Da                               | 939        | 93,25 |
| Ne                               | 56         | 5,56  |
| Neveljavne ali prazne glasovnice | 12         | 1,19  |
| Skupaj glasov                    | 1007       | 100   |
| Udeležba                         | 28,9       | 28,9  |

### Iz Litije v Šmartno pri Litiji

#### Glasovanje na območju naselja Zagorica, ki naj bi zamenjalo občini
| Odziv                            | Št. glasov | %     |
| -------------------------------- | ---------- | ----- |
| Da                               | 11         | 45,83 |
| Ne                               | 13         | 54,17 |
| Neveljavne ali prazne glasovnice | 0          | 0     |
| Skupaj glasov                    | 24         | 100   |
| Udeležba                         | 96,0       | 96,0  |

#### Glasovanje v občini Šmartno pri Litiji
| Odziv                            | Št. glasov | %     |
| -------------------------------- | ---------- | ----- |
| Da                               | 1351       | 96,29 |
| Ne                               | 44         | 3,14  |
| Neveljavne ali prazne glasovnice | 8          | 0,07  |
| Skupaj glasov                    | 1403       | 100   |
| Udeležba                         | 34,0       | 34,0  |